# Paraganglioom
Een paraganglioom is een zeldzame, vaatrijke tumor die ontstaat uit de paraganglia. In het verleden werden paragangliomen ook glomustumoren en chemodectomen genoemd. Vooral de term glomustumoren was verwarrend in verband met de niet aan paragangliomen verwante glomustumoren van Masson-Barré die op de ledematen en vooral onder de nagels voorkomen.

## Paragangliomen
Paragangliomen ontstaan uit paraganglia uit chromaffine-negatieve cellen die deel uitmaken van het (ortho)sympathische deel van het autonome zenuwstelsel. In het hoofd-halsgebied zijn er vier locaties waar een tumor zich kan ontwikkelen (maar ze kunnen ook in de borst- of buikholte voorkomen):
- het glomus caroticum gelegen in de vork van de grote halsslagader (arteria carotis)
- het glomus vagale gelegen nabij de 10de hersenzenuw; de nervus vagus
- het glomus jugulare
- het glomus tympanicum

Beide laatste ontstaan in het oor achter het trommelvlies. Vaak is de precieze locatie van oorsprong niet meer te bepalen en dan heeft men het over het glomus jugulotympanicum.
Paraganglia functioneren als een chemoreceptor en registreren de zuurstofspanning in het bloed en zijn verbonden met het ademhalingscentrum in de hersenstam. Tumoren die uit hoofd-hals-paraganglia ontstaan, staan bekend als hoofd-hals-paragangliomen.

## Feochromocytomen
Feochromocytomen zijn verwant aan de paragangliomen. Zij ontstaan in het bijniermerg en zijn vaker dan de hoofd-halsparagangliomen hormonaal actief. Grootste verschil, feochromocytomen ontstaan uit paraganglia van chromaffine-positieve cellen die ook weer deel uitmaken van het (Ortho)sympathische deel van het autonome zenuwstelsel.
Beide typen tumoren vertonen in de regel een indolent (geen pijn veroorzakend) gedrag en groeien in het algemeen zeer langzaam. Vanwege de kritische lokalisatie van paragangliomen, dichtbij slagaders en hersenzenuwen kunnen zij echter een aanzienlijke morbiditeit (ziekteverschijnselen) veroorzaken (vnl. hersenzenuwuitval). Bovendien kan in uitzonderingsgevallen snelle groei en uitzaaiing wel degelijk optreden.

## Klachten
Zolang de tumoren niet of traag groeien, geen weefsels in de verdrukking brengen, niets beschadigen, niet tegen bijvoorbeeld de keelamandelen of het trommelvlies aan drukken en niet hormonaal actief zijn, is het mogelijk dat de patiënt er weinig of niets van merkt. Omdat de ontwikkeling van patiënt tot patiënt verschillend verloopt is er ook geen specifiek klachtenpatroon anders dan de zichtbare ontwikkeling van een of meer tumoren in de hals die voor een huisarts eenvoudig eenduidig herkenbaar zouden kunnen zijn.
In de eerste fase dat een patiënt aan de bel gaat trekken is een onjuiste diagnose dan ook eerder regel dan uitzondering.
De klachten kunnen onder andere bestaan uit:
-zichtbaar of voelbaar gezwel(len) in de hals, rond de kaaklijn, langs de halsslagaders, van dicht bij het sleutelbeen tot achter het oor. Deze gezwellen kunnen zeer aanrakingsgevoelig zijn.
-slikklachten
-keelpijn
-hoofdpijn
-duizeligheid
-heesheid
-bloeddrukschommelingen
-ritmische oorsuizingen, hartslag hinderlijk horen
-gehoorvermindering
-geen hoge tonen meer kunnen zingen
-hartritmestoornissen
-gehele of gedeeltelijk doofheid (aan de kant van de tumor)
Voor zover bekend is er geen diepgaande inventarisatie gemaakt van alle met deze tumoren samenhangende klachten.

## Overerving
Er zijn inmiddels meer dan 20 genetische veranderingen in het DNA bekend. De ontwikkeling van hoofd-hals-paragangliomen is in 40% tot 50% van de gevallen erfelijk bepaald. Afhankelijk van het type van de genetische afwijking kan de overerving een bijzondere eigenschap vertonen: Bij de SDHD en SDHAF2 alleen als de erfelijke eigenschap wordt doorgegeven via een mannelijke drager kan bij het nageslacht tumorvorming optreden. Overdracht via een vrouw leidt nooit tot tumorvorming bij haar kinderen maar zij blijven wel drager van de aandoening. Deze geslachtsspecifieke overerving wordt aangeduid als genomische imprinting. Bovendien ontwikkelen patiënten met erfelijke paragangliomen vaak tumoren op meerdere locaties en doorgaans op jongere leeftijd.

## Ontstaan
Recent zijn via genetisch familieonderzoek de verantwoordelijke mutaties geïdentificeerd die betrokken zijn bij het ontstaan van erfelijke paragangliomen. Het betreft mutaties in genen van complex II (syn: succinaat dehydrogenase; SDH) dat een onderdeel vormt van de intracellulaire ademhalingsketen die zich bevindt in kleine celorganellen: de mitochondria. Vermoedelijk verstoren de mutaties de functie van complex II en daarmee de intracellulaire zuurstof registratie in paraganglion-cellen. 
Welke mechanismen vervolgens verder betrokken zijn in het ontstaan van tumoren is nog onvoldoende bekend, maar er zijn aanwijzingen dat mogelijk een pseudo-registratie van zuurstofgebrek (pseudo-hypoxie) signaalroutes activeert die cellen stimuleren tot celdeling.

## Behandeling
Behandeling van hoofd-hals-paragangliomen was in het verleden chirurgisch. Omdat deze tumoren over het algemeen langzaam groeien wordt er tegenwoordig een meer afwachtend beleid gevoerd. Het chirurgisch verwijderen is geen gemakkelijke opgave vanwege de innige relatie van de tumor met bloedvaten en hersenzenuwen en slecht toegankelijke operatiegebieden zoals de schedelbasis. Chirurgische verwijdering kan hierdoor worden gecompliceerd door bloeding of hersenzenuwuitval. Daarnaast is bij erfelijke patiënten regelmatig sprake van meerdere tumoren of is er verhoogd risico op ontwikkeling van nieuwe tumoren, zodat bij deze patiënten soms risico bestaat op dubbelzijdige hersenzenuwuitval (al of niet tgv chirurgische complicaties). Het natuurlijk beloop van hoofd-hals-paragangliomen is daarentegen in veel gevallen mild: de tumoren groeien zeer langzaam en geven lange tijd weinig klachten. Vanwege de complicatie risico’s en het dilemma van multipele tumoren wordt daarom regelmatig een afwachtend beleid gevoerd waarbij periodieke controles plaatsvinden (wait & scan) en alleen wordt besloten tot chirurgie bij toename van klachten of evidente groei (klinisch of radiologisch) van de tumor.